# 小豆島町立安田小学校
小豆島町立安田小学校（しょうどしまちょうりつやすだしょうがっこう）は、香川県小豆郡小豆島町にある町立小学校である。

## 概要
小豆島町立安田小学校は、小豆島町東部を校区とする小学校である。安田、木庄、橘、岩谷を校区としていたが、2009年の小豆島町立福田小学校を統合により当浜、福田、吉田地区も校区に加わった。

## 沿革

### 当浜小学校
- 1873年 - 岩谷小学校が開校する。
- 1879年 - 成章小学校と改称される。
- 1881年 - 当浜に分教場を開設する。
- 1916年 - 安田尋常小学校の分教場（岩谷分教場・当浜分教場）となる。
- 1941年4月 - 当浜分教場が独立し、安田第二国民学校となる。
- 1951年4月 - 安田第二小学校と改称する。
- 1952年4月 - 内海町立当浜小学校と改称する。
- 1969年4月 - 内海町立福田小学校に統合される。

### 福田小学校
- 1873年 - 福田小学校が開校する。
- 1875年 - 吉田小学校が開校する。
- 1884年 -  吉田小学校を福田小学校の分教場とする。
- 1941年4月 -  福田国民学校と改称される。
- 1947年4月1日 - 福田小学校と改称される
- 1957年3月31日 - 町村合併により、内海町立福田小学校と改称する。
- 1966年5月 -  吉田分校を統合する。
- 1969年4月 -  内海町立当浜小学校を統合する。
- 2006年3月21日 -  小豆島町立福田小学校に改称する。
- 2009年4月 -  小豆島町立安田小学校に統合される。

### 橘小学校
- 1873年 - 橘小学校開校される。
- 1879年 - 浩養小学校と改称する。
- 1916年 - 安田尋常小学校分教場となる。
- 1941年4月1日 - 安田第一国民学校橘分教場と改称される。
- 1947年4月1日 - 安田第一小学校分校となる。
- 1950年8月 - 安田第三小学校となる。
- 1951年5月 - 町村合併により、内海町立安田第三小学校と改称する。
- 1952年4月 - 内海町立橘小学校と改称する。
- 1969年8月 - 内海町立安田小学校に統合され、同校橘教場となる。

### 安田小学校
- 1873年 - 栄光寺を校舎に借用し，安田小学校が開校される。
- 1876年 -  八坂神社に移転し、明倫小学校と改称する。
- 1891年4月 - 安田尋常小学校と改称する。
- 1911年4月 - 現在地に新校舎を竣工する。
- 1912年4月 - 高等科を併置し、安田尋常高等小学校と改称する。
- 1916年 - 成章小学校を統合し、岩谷分教場・当浜分教場とする。
- 1941年4月 - 安田第一国民学校と改称する。当浜分教場が安田第二国民学校として独立する。
- 1947年4月 - 安田第一小学校と改称する。
- 1951年5月 - 町村合併により、内海町立安田第一小学校と改称する。
- 1952年
  - 4月 - 内海町立安田小学校と改称する。
  - 11月 - 準日本一健康優良学校の表彰を受ける。
- 1953年
  - 11月 - 日本一健康優良学校の表彰を受ける。
  - 11月 - 子ども協同組合が大蔵大臣、日銀総裁より表彰を受ける。
- 1958年10月 -  子ども協同組合が文部大臣、大蔵大臣、日銀総裁より表彰を受ける。
- 1967年10月 -  子ども協同組合が大蔵大臣、日銀総裁より表彰を受ける。
- 1969年8月 -  内海町立橘小学校を統合し、橘教場とする。
- 1971年4月 - 岩谷、橘教場を統合する。
- 1974年7月 -  子ども協同組合が大蔵大臣、日銀総裁より表彰を受ける。
- 1977年12月 - 学校給食で表彰を受ける。
- 1985年8月 - 安田少年消防クラブが全国表彰を受ける。
- 1986年10月 - 子ども協同組合が大蔵大臣、日銀総裁より表彰を受ける。
- 1991年10月 - 「人間尊重の心と生きる力の育成」の研究で第36回才能開発実践教育賞を受賞する。
- 1994年11月 - 第28回香川県交通安全県民大会で表彰を受ける。
- 1996年1月 - 特色ある健康づくり学校で表彰を受ける。
- 2000年12月 - 子ども協同組合が大蔵大臣，日銀総裁より表彰を受ける。
- 2006年3月21日 - 小豆島町立安田小学校に改称する。
- 2009年4月 - 小豆島町立福田小学校を統合する。

## 教育目標
チャレンジ精神旺盛な知・徳・体の調和のとれた子どもの育成

## 学校行事
| - 4月 始業式 ・ 入学式 - 5月 運動会 - 6月 | - 7月 終業式 - 8月 宿泊学習 - 9月 始業式 | - 10月 - 11月 修学旅行 - 12月 終業式 | - 1月 始業式 - 2月 - 3月 終業式 ・ 卒業式 |

## 通学区域
- 小豆島町
  - 安田（やすだ）、木庄（きのしょう）、橘（たちばな）、岩谷（いわがたに）
  - 当浜（あてはま）、福田（ふくだ）、吉田（よしだ）[1]

## 進学先中学校
- 小豆島町立小豆島中学校

## 校区内の主な施設
- 福田港
- 星ヶ城

## 交通
- 小豆島オリーブバス安田バス停より徒歩5分

## 通学区域が隣接している学校
- 小豆島町立苗羽小学校
- 小豆島町立星城小学校
- 土庄町立土庄小学校